# امی وست
امی وست (انگلیسی: Amy West؛ زادهٔ ۱۰ آوریل ۱۹۹۷) بازیکن فوتبال اهل انگلستان است که اخیراً در پست هافبک برای باشگاه ناتینگهام فارست در لیگ ملی فوتبال زنان شمال انگلستان بازی کرد.
وست فوتبال را در استون ویلا آغاز کرد و در سال ۲۰۱۴ از آکادمی به تیم بزرگسالان ارتقا یافت.